# Bernard Mazières
Pour les articles homonymes, voir Mazières (homonymie).
Bernard Mazières, né le 1er juin 1950 à Neuilly-sur-Seine et mort le 24 décembre 2010 à Paris, est un journaliste politique français. 

## Biographie
Il est le fils d'André Mazières, éditorialiste politique de la Charente Libre qui a été président de l'Association de la presse diplomatique
Il a travaillé à France 3 Strasbourg, à Radio Monte-Carlo, à L'Express et au journal Le Parisien dont il a été rédacteur en chef adjoint au service politique de 1997 à 2009.  
Alors qu'il est à la retraite depuis un an, il est tué à son domicile place Saint-Sulpice à Paris le 24 décembre 2010, son corps est retrouvé par la femme de ménage dans la chambre de son fils avec qui il vivait (les parents étant divorcés), le crâne fracassé à coups de marteau, la gorge lacérée de deux coups de couteau. Il est inhumé à Mazamet.

## Affaire Mazières
Son fils (alors mineur au moment des faits et renvoyé peu auparavant de l'École Active Bilingue Jeanine Manuel) et son ami Dany Manfoumbi (25 ans, toxicomane à la dérive déjà condamné pour des faits de violence) sont mis en examen pour assassinat, vol et escroquerie (pour le principal suspect) et complicité (pour le fils) d'escroquerie, les cartes bancaires de Bernard Mazières ayant été utilisées après le crime à hauteur de plusieurs milliers d'euros. Incarcérés pour leur implication dans ce meurtre,, les deux jeunes hommes sont passés aux aveux durant l'instruction (reconnaissant que le crime avait été planifié) au cours de laquelle des analyses ont révélé que Bernard Mazières n'était pas le père biologique de Lucas,. Des rumeurs ont circulé sur le besoin d'argent du fils Mazières, noceur dépendant aux drogues, celui-ci étant accusé d'avoir commandité le crime et Dany d'avoir porté les coups,. Le 2 septembre 2013, ils comparaissent devant la cour d'assises des mineurs de Paris, l'audience se déroulant à huis clos. À l'issue du procès, Dany Manfoumbi est condamné à 20 ans de réclusion pour l'assassinat de Bernard Mazières (ainsi qu'à huit années de suivi socio-judiciaire avec obligation de soins après sa sortie de prison) et le fils à treize ans pour complicité de catégorie B, par "aide, assistance et fourniture de moyens".

## Le Prix Bernard Mazières
Un prix littéraire a été mis en place pour rendre hommage à Bernard Mazières. Le prix Bernard Mazières, récompensant un livre politique, a été créé par l'association des amis du journaliste politique. Il est remis chaque année le 22 juin à la Closerie des Lilas dans le 6e arrondissement de Paris. Le jury se compose de journalistes et de personnalités l'ayant bien connu, notamment Frédéric Gerschel, grand reporter au Parisien - Aujourd'hui en France, Jacques Espérandieu, ex-directeur de la rédaction du Journal du Dimanche, Bruno Jeudy rédacteur en chef de Paris Match, Anne Nivat du Point et Lorrain Kressmann, ex-journaliste politique et communicant.